# Boleradice
Boleradice (německy Polehraditz) jsou městys v okrese Břeclav v Jihomoravském kraji, 6 km severovýchodně od Hustopečí na potoku Haraska. Žije zde 957 obyvatel. Obec je součástí Mikroregionu Hustopečsko. Jde o vinařskou obec ve Velkopavlovické vinařské podoblasti.

## Název
Název se vyvíjel od varianty Boleradicih (1131), de Boleradiz (1235), de Bolehradicz (1255), de Poleradiz (1271), de Polehradicz (1289), de Polerdiz (1298), de Polheradicz (1365), Boleradicz (1373), Pellertitz (1674), Pollehraditz (1718), Polehraditz, Polehradice a Boleradice (1846), Polehradice (1869–1881), Polehradice t. Boleradice (1890–1910) až k podobě Boleradice v roce 1924. Místní jméno vzniklo z osobního jména Bolerad, k němuž byla připojena přípona -ice a znamenalo ves lidí Boleradových. K variantě Bolehradice byla nářečně přidávaná hláska h. Německá varianta kolísala mezi znělou a neznělou variantou P/Bolehradice. Pojmenování je rodu ženského, čísla pomnožného a genitiv zní Boleradic.

## Historie
Archeologický výzkum v roce 1942 objevil v katastrálním území obce staroslovanské pohřebiště z období Velkomoravské říše. První písemná zmínka o obci se nachází v soupisu majetku olomouckého biskupství z roku 1141, v němž je uvedeno, že v Boleradicích patřilo pět lánů polí břeclavskému hradskému kostelu. Na listině z roku 1235 je pak uveden Lev z Boleradice, v roce 1310 je zmiňován Ota z Boleradic. První písemná zmínka o boleradickém hradu pak pochází z roku 1373, někdy mezi lety 1531 až 1535 byl však opuštěn.
Po pánech z Boleradic vlastnili vesnici od roku 1358 páni z Kunštátu, kteří ji roku 1530 prodali pánům z Víckova. Již předtím, v roce 1512 byly Boleradice povýšeny na městečko, což o čtvrt století později stvrdil Ferdinand I. udělením práva tržního. V roce 1535 byla povolena stavba zdejší radnice, v roce 1607 zřízena škola, v roce 1620 byla udělena pečeť. Také bylo uděleno horenské právo s možností výsadby vinic, vznikly rybníky a mlýny.
V roce 1622 byl však Janu Adamovi z Víckova konfiskován majetek za jeho protihabsburský odboj a městys získali brněnští jezuité. Po zrušení jejich řádu v roce 1773 přešla do držení náboženského fondu. V důsledku třicetileté války poklesl počet obyvatel z 650 na pouhých 200 a počet obydlených domů ze 120 na 33, z čehož se obec dlouho vzpamatovávala. V roce 1750 došlo k poddanskému vzbouření, roku 1831 ubylo 51 osob z důvodu cholery, až při sčítání roku 1870 dosáhl počet obyvatel k necelé tisícovce.
V druhé polovině 19. století obec patřila k hustopečskému hejtmanství a ke klobouckému soudnímu okresu. Začaly vznikat spolky jako čtenářský Hrad Polehradský, z podnětu pátera Filipa Toufara vznikla roku 1885 pěvecká Cyrilská jednota, potravní Blahobyt, veřejná knihovna, hasičský spolek založil roku 1896 učitel Cyril Hladký. V roce 1897 bylo sehráno první ochotnické divadelní představení. Na počátku 20. století přibyly pobočky Omladiny, Národní jednoty, Sokola, Orla, včelařského spolku… Za První republiky vznikla četnická stanice, hasičská zbrojnice, Lidový dům, sportovní klub vybudoval fotbalové hřiště, hrála se divadelní představení a pořádaly plesy.
Po osvobození obce z německé okupace 16. dubna 1945 následovalo zřízení střední školy, zdravotního střediska, dětského útulku či oprava kostela. Od 50. let však rozvoj obce stagnoval, což se začalo obracet až od 70. let. V akci Z vznikla nová budova pohostinství, bylo vystavěno kino a víceúčelový společenský sál či nákupní středisko, rozšířena a modernizována škola.
Po roce 1990 byla obec plynofikována, vybudován byl vodovod, obnoven rybník a postavena nová radnice. S účinností od 1. prosince 2006 byl 10. listopadu 2006 obci vrácen status městyse.

## Přírodní poměry
Západně od městečka leží národní přírodní památka Kukle.

## Obyvatelstvo
V obci k počátku roku 2016 žilo celkem 882 obyvatel. Z nich bylo 425 mužů a 457 žen. Průměrný věk obyvatel obce dosahoval 41,6 % let. Dle Sčítání lidu, domů a bytů provedeném v roce 2011, kdy v obci žilo 860 lidí. Nejvíce z nich bylo (15 %) obyvatel ve věku od 30 do 39 let. Děti do 14 let věku tvořily 14,5 % obyvatel a senioři nad 70 let úhrnem 6,6%. Z celkem 735 občanů obce starších 15 let mělo vzdělání 37,7 % střední vč. vyučení (bez maturity). Počet vysokoškoláků dosahoval 6,9 % a bez vzdělání bylo naopak 0,4 % obyvatel. Z cenzu dále vyplývá, že ve městě žilo 410 ekonomicky aktivních občanů. Celkem 87,6 % z nich se řadilo mezi zaměstnané, z nichž 67,8% patřilo mezi zaměstnance, 2,7 % k zaměstnavatelům a zbytek pracoval na vlastní účet. Oproti tomu celých 48 % občanů nebylo ekonomicky aktivní (to jsou například nepracující důchodci či žáci, studenti nebo učni) a zbytek svou ekonomickou aktivitu uvést nechtěl. Úhrnem 286 obyvatel obce (což je 33,3 %), se hlásilo k české národnosti. Dále 311 obyvatel byli Moravané a tři Slováci. Celých 213 obyvatel obce však svou národnost neuvedlo.

### Struktura
Vývoj počtu obyvatel za celou obec i za jeho jednotlivé části uvádí tabulka níže, ve které se zobrazuje i příslušnost jednotlivých částí k obci či následné odtržení.
| Místní části   | Místní části    | 1896 | 1880 | 1890 | 1900 | 1910 | 1921 | 1930 | 1950 | 1961 | 1970 | 1980 | 1991 | 2001 | 2013 |
| -------------- | --------------- | ---- | ---- | ---- | ---- | ---- | ---- | ---- | ---- | ---- | ---- | ---- | ---- | ---- | ---- |
| Počet obyvatel | část Boleradice | 1026 | 1084 | 1142 | 1254 | 1398 | 1386 | 1376 | 1045 | 1093 | 995  | 860  | 784  | 855  | 895  |
| Počet domů     | část Boleradice | 243  | 261  | 267  | 288  | 297  | 312  | 345  | 344  | 318  | 303  | 284  | 333  | 355  |      |

### Náboženský život
Obec je sídlem římskokatolické farnosti Boleradice. Ta je součástí hustopečského děkanství brněnské diecéze v moravské provincii. Při censu prováděném v roce 2011 se 370 obyvatel obce (43%) označilo za věřící. Z tohoto počtu se 327 hlásilo k církvi či náboženské obci, a sice 296 obyvatel k římskokatolické církvi (34% ze všech obyvatel obce) a 7 k českobratrským evangelíkům. Úhrnem 152 obyvatel se označilo bez náboženské víry a 338 lidí odmítlo na otázku své náboženské víry odpovědět.

## Pamětihodnosti
- Kostel svatého Jana Křtitele
- Kaple svatého Rocha z roku 1898
- Kříž
- Rozhledna na Nedánově
- Velký Kuntínov – přírodní rezervace

## Osobnosti
- Vilém z Kunštátu a Boleradic, moravský šlechtic, zakladatel boleradicko-loučské větve rodu
- Jiří Markovič (1942–2022), kriminalista

## Galerie

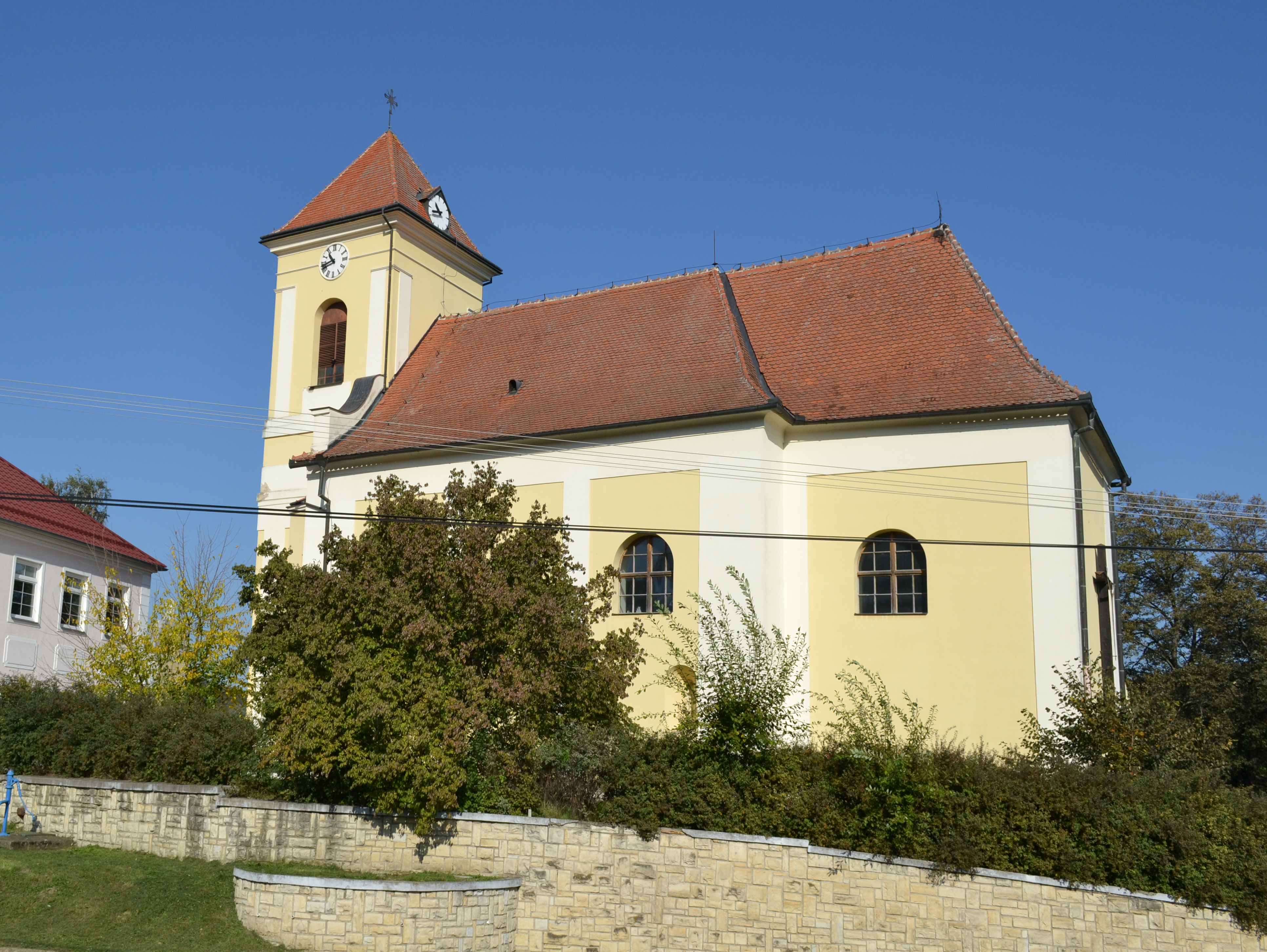
kostel svatého Jana Křtitele
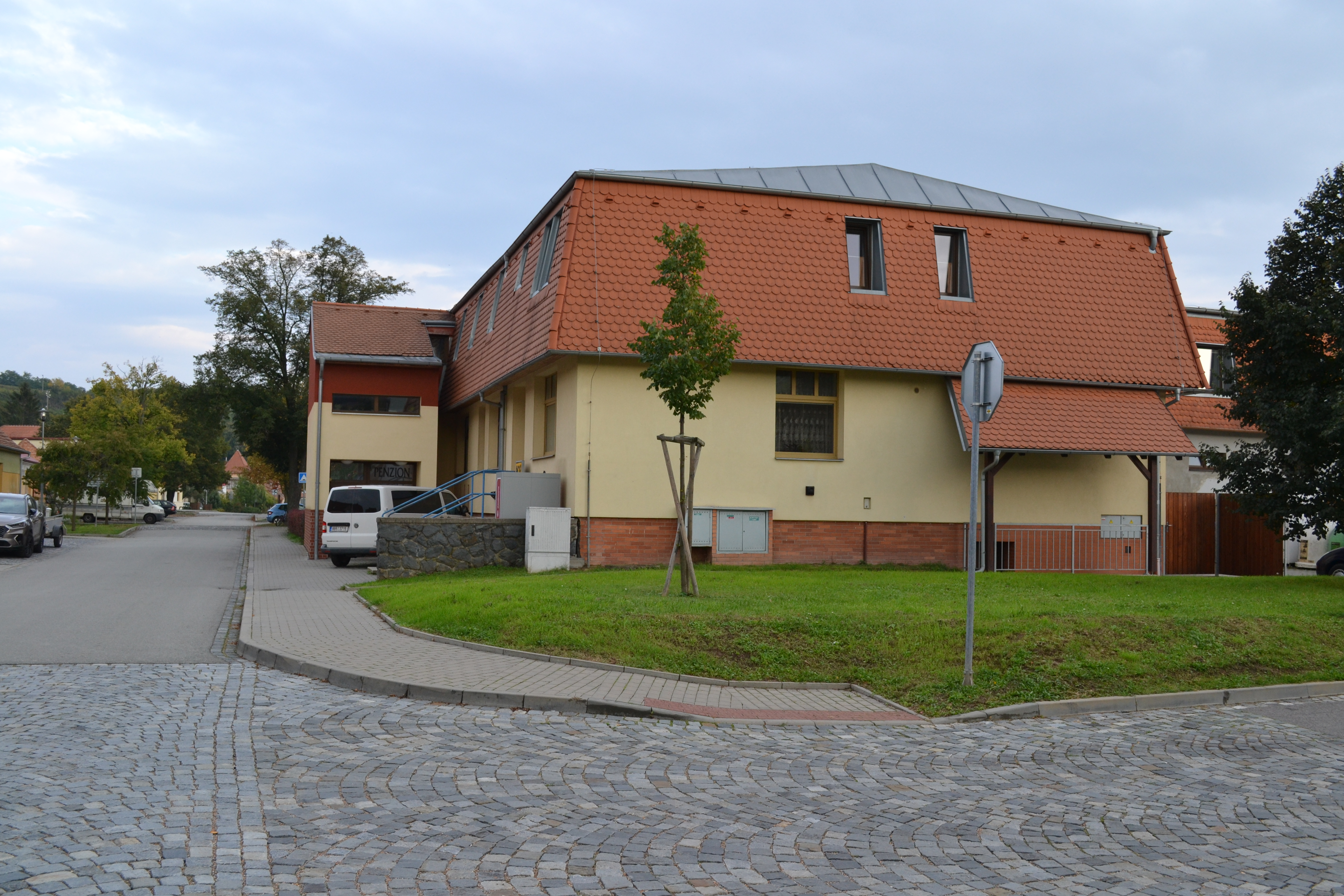
obecní úřad a pošta
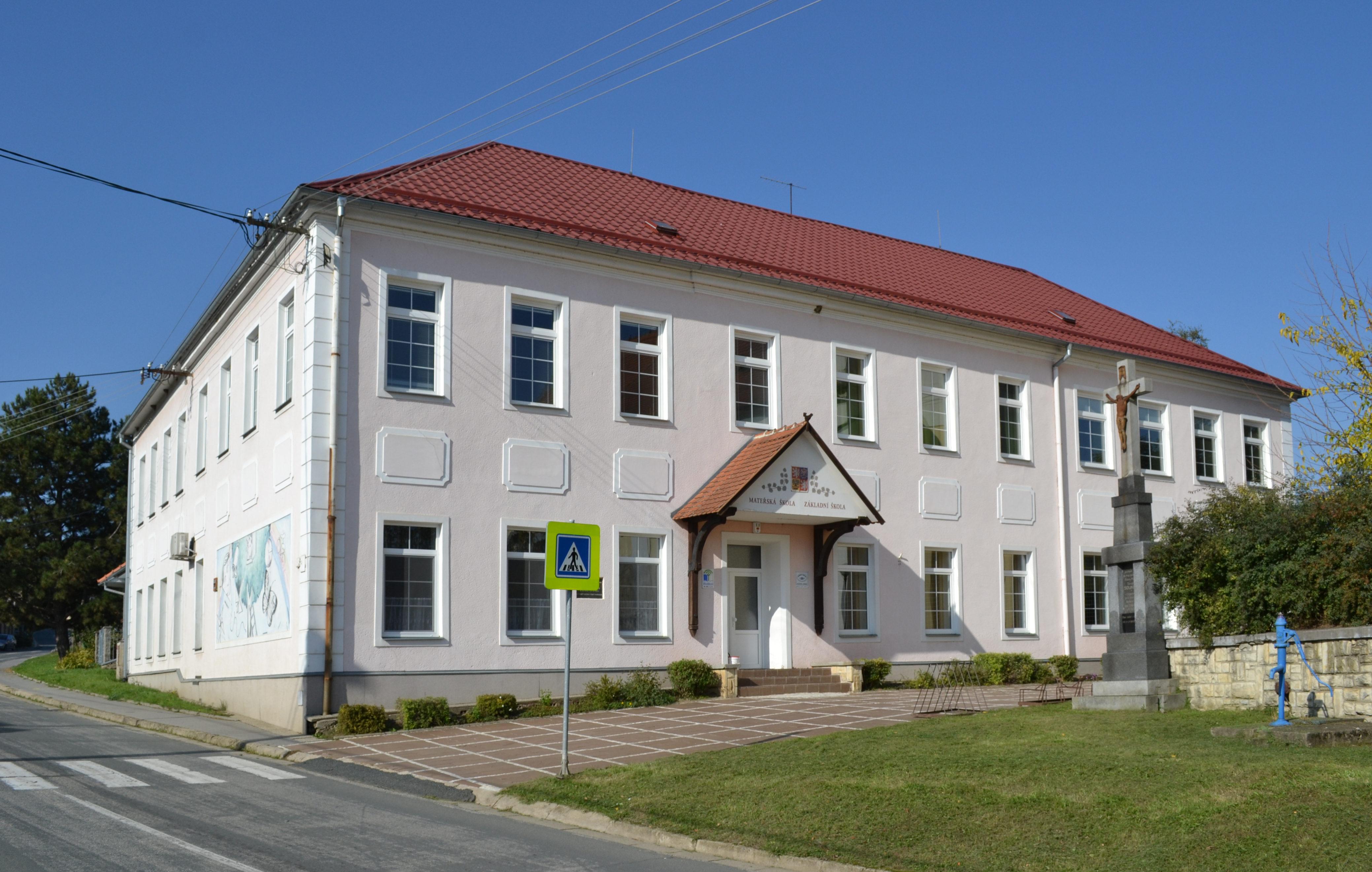
mateřská a základní škola
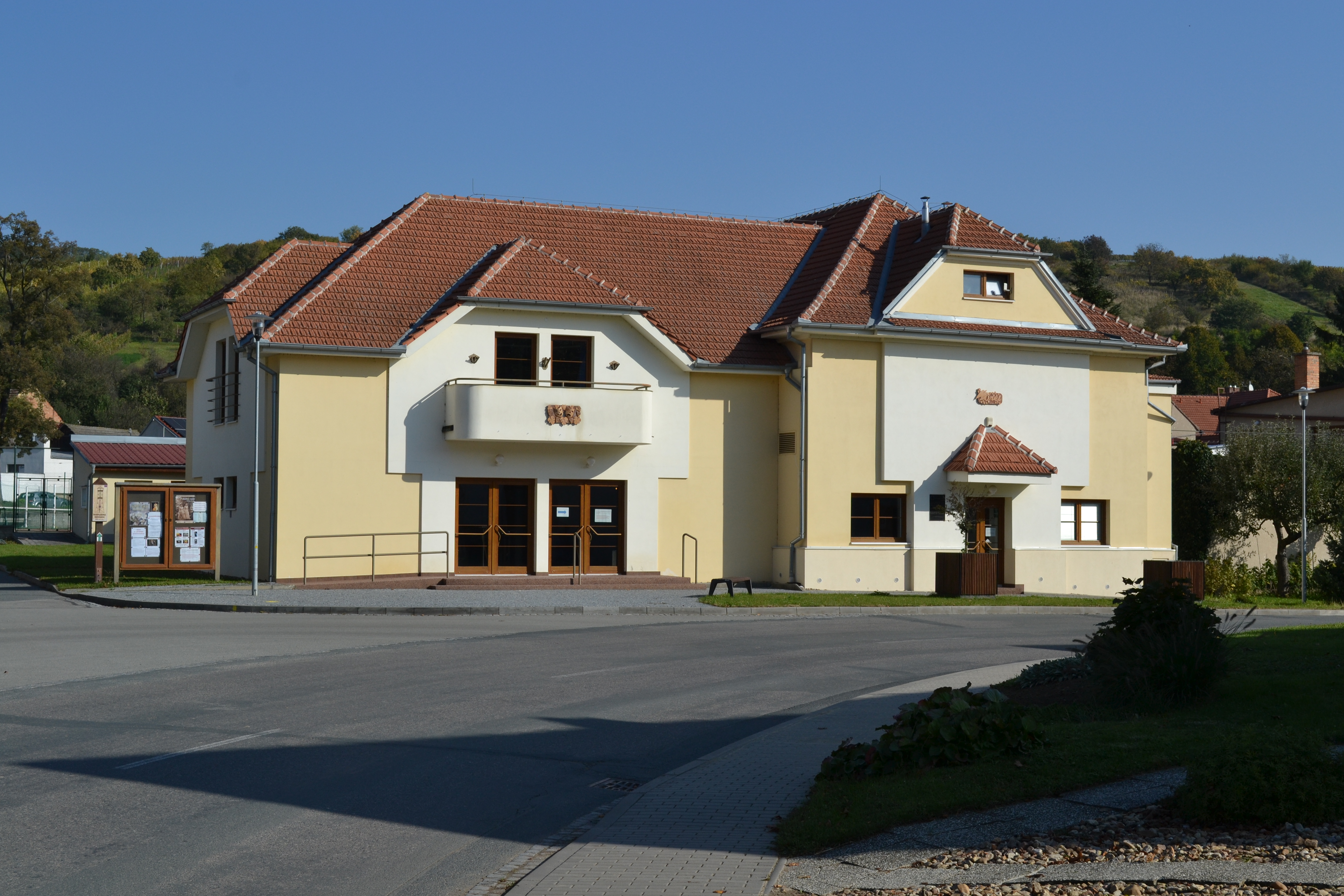
orlovna a divadlo
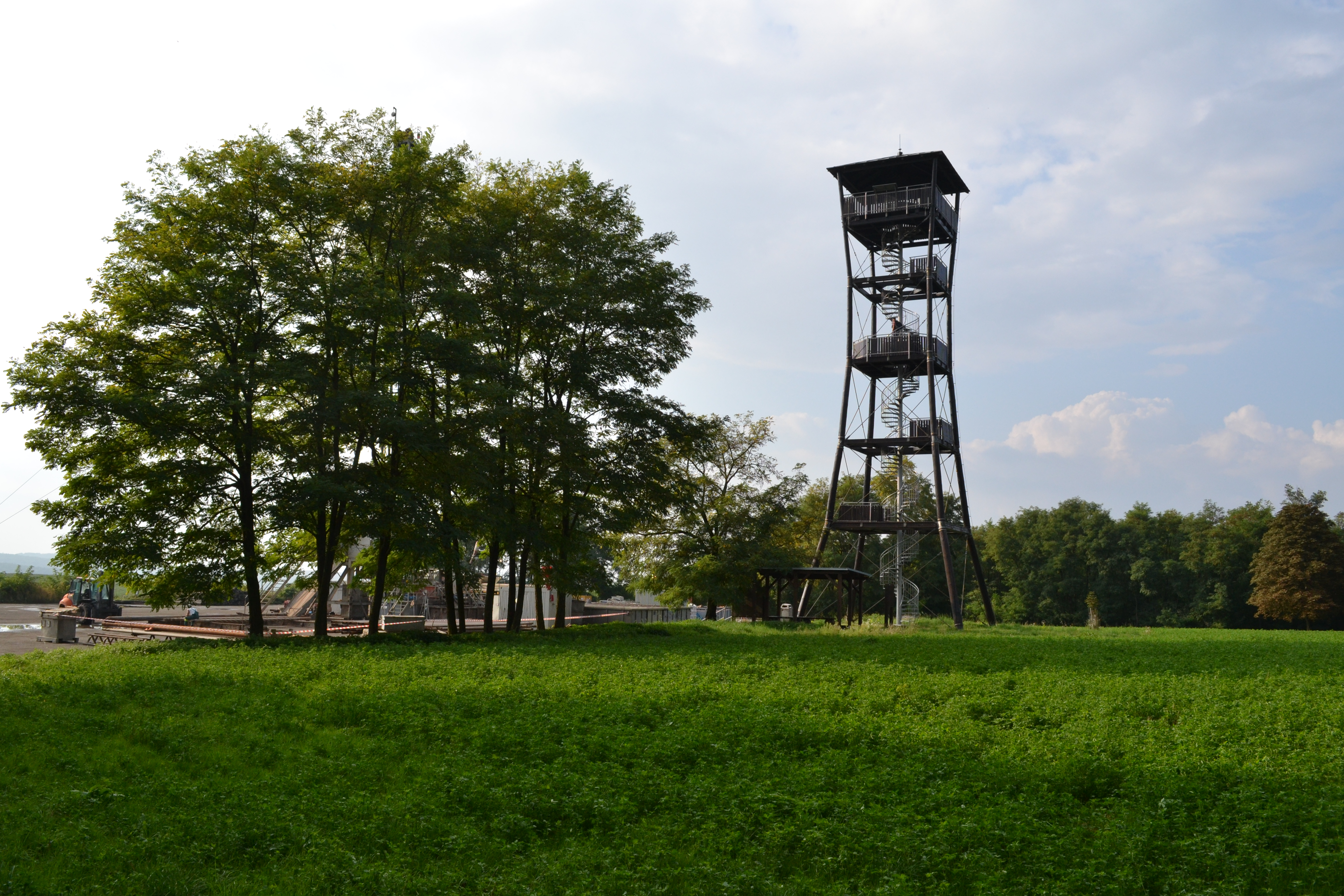
rozhledna Nedánov
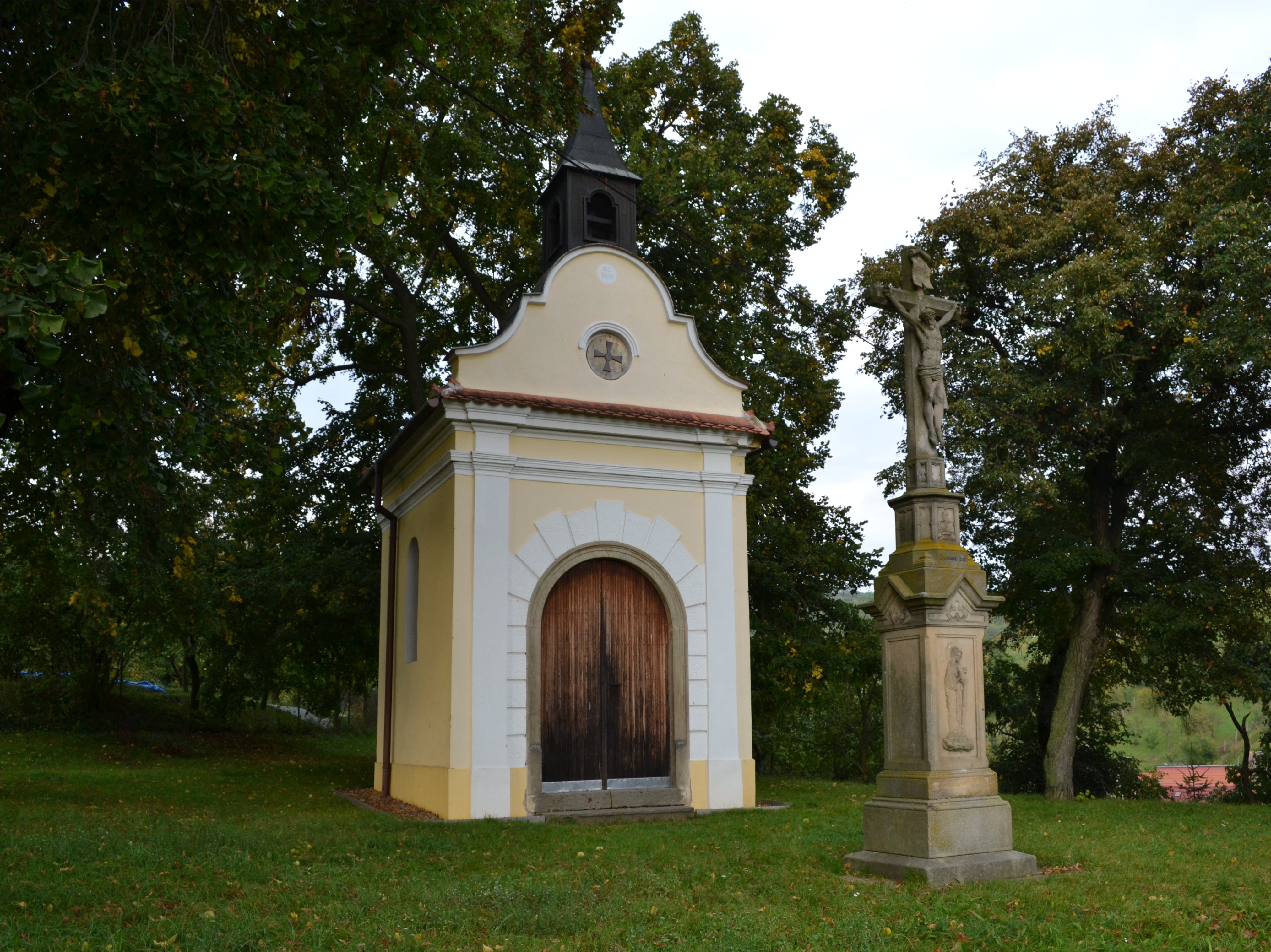
kaple svatého Rocha
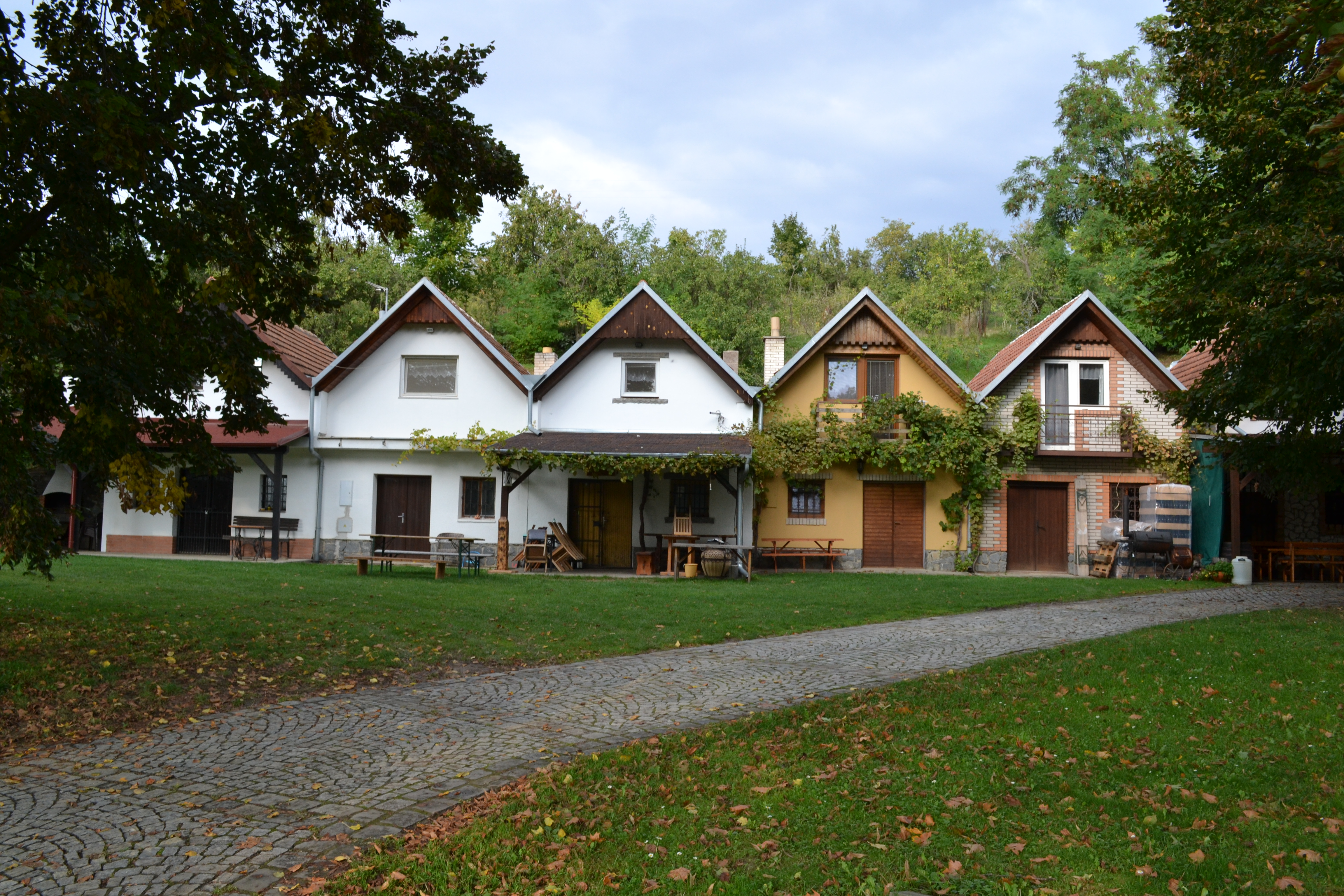
vinné sklepy Tihelňa
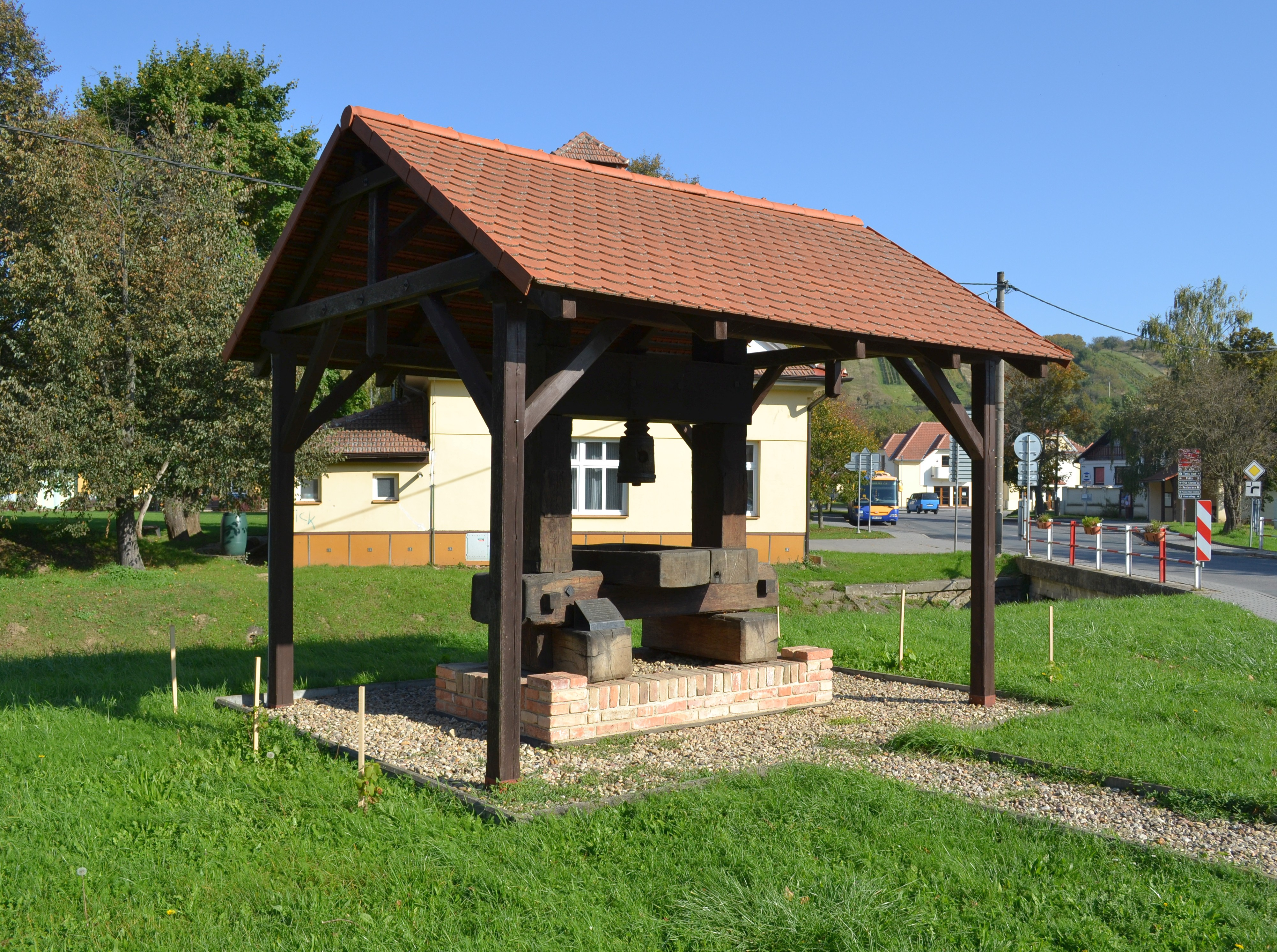
historický vinný lis